# Tumulo

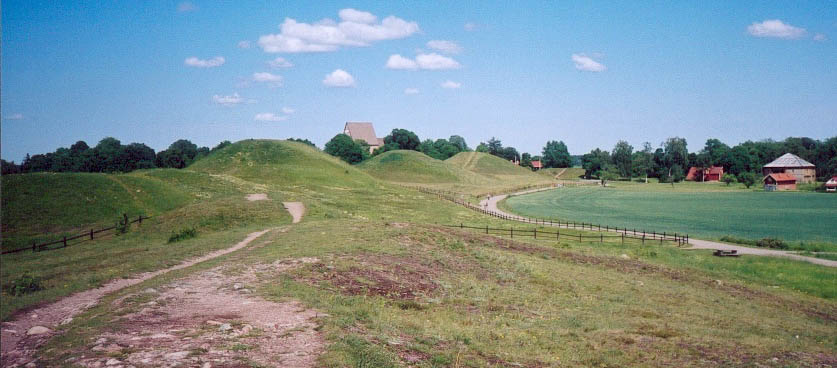
I tumuli di Gamla Uppsala, risalenti al V-VI secolo dopo Cristo. Originariamente in questo sito erano stati costruiti 2000-3000 tumuli, ma per via dell'agricoltura oggi ne restano solo 250.

Un tumulo è un monticello di terra e pietre, spesso di grandi dimensioni, posto sopra una sepoltura o più sepolture, a formare una specie di collina artificiale.

## Caratteristiche
I tumuli possono avere forma circolare o allungata, e si possono trovare in gran parte del mondo. Un tumulo costituito soprattutto o esclusivamente da pietre è spesso definito "cairn". Spesso anche il dolmen era protetto, ricoperto e sostenuto da un tumulo.

## Storia
I tumuli cominciano ad essere utilizzati per coprire le sepolture nell'età della pietra e quindi nell'età del rame e del bronzo. Originariamente consisteva in una pila di rocce che ricoprivano direttamente il corpo, ma la sua struttura fu modificata nel corso dei secoli e crebbe di dimensioni fino ad arrivare a trasformarsi in camere funerarie in cui riposavano il defunto con i suoi oggetti più importanti.

## Distribuzione geografica

### In Europa

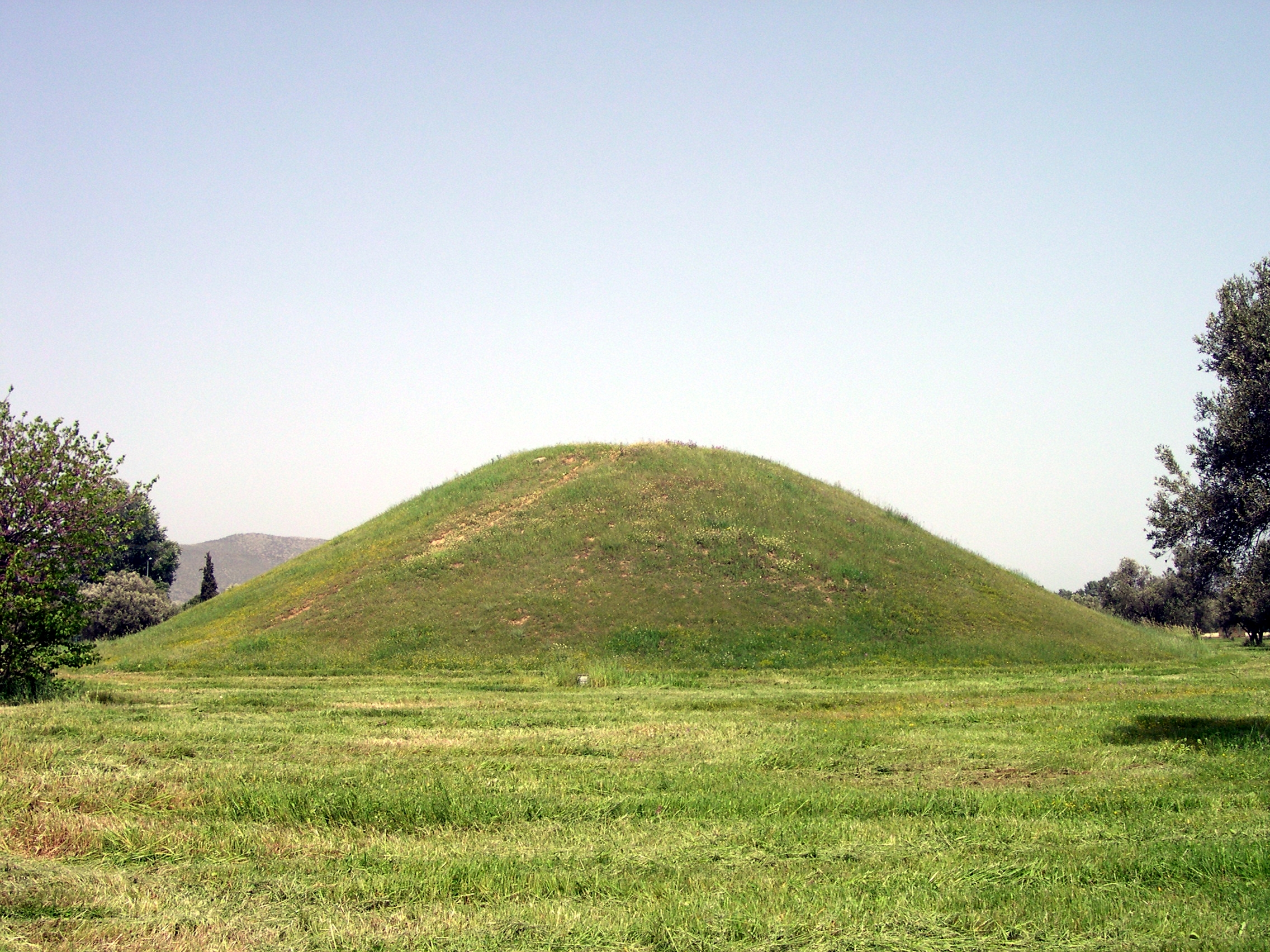
Tumulo funerario eretto a Maratona per ospitare le ceneri dei caduti della celebre battaglia

Tombe coperte da tumuli si trovano in tutta Europa:
- In Russia, Ucraina, Paesi baltici e Asia centrale: cultura kurgan.
- In Scandinavia: le tombe a tumulo sono state utilizzate fino all'XI secolo.
- In Turchia: vi sono stati rinvenuti tumuli fra i più grandi al mondo (Bin Tepeler e altri tumuli della Lidia, Frigia e Commagene).
- In Grecia: un celebre esempio sono le monumentali tombe a thòlos di Micenee di Pylos. Famoso è il tumulo di Verghina, tomba di Filippo, padre di Alessandro Magno.
- In Italia: le tombe a tumulo etrusche, spesso utilizzate per secoli dalla stessa famiglia patrizia; i tumuli funerari di Pantelleria, chiamati sesi, nella Valle del Tevere si trova una tomba a Tumulo[1] nei pressi dell'area archeologica dei Colli della Citta'.
- Nelle Isole britanniche: tumuli preistorici si trovano in molti luoghi. Famosi sono i tumuli di Tara e di Newgrange.
- In Repubblica Ceca.
- In Ungheria.
- In Belgio, presso la città galloromana di Tongeren, se ne trovano più di 180.

### In altri continenti

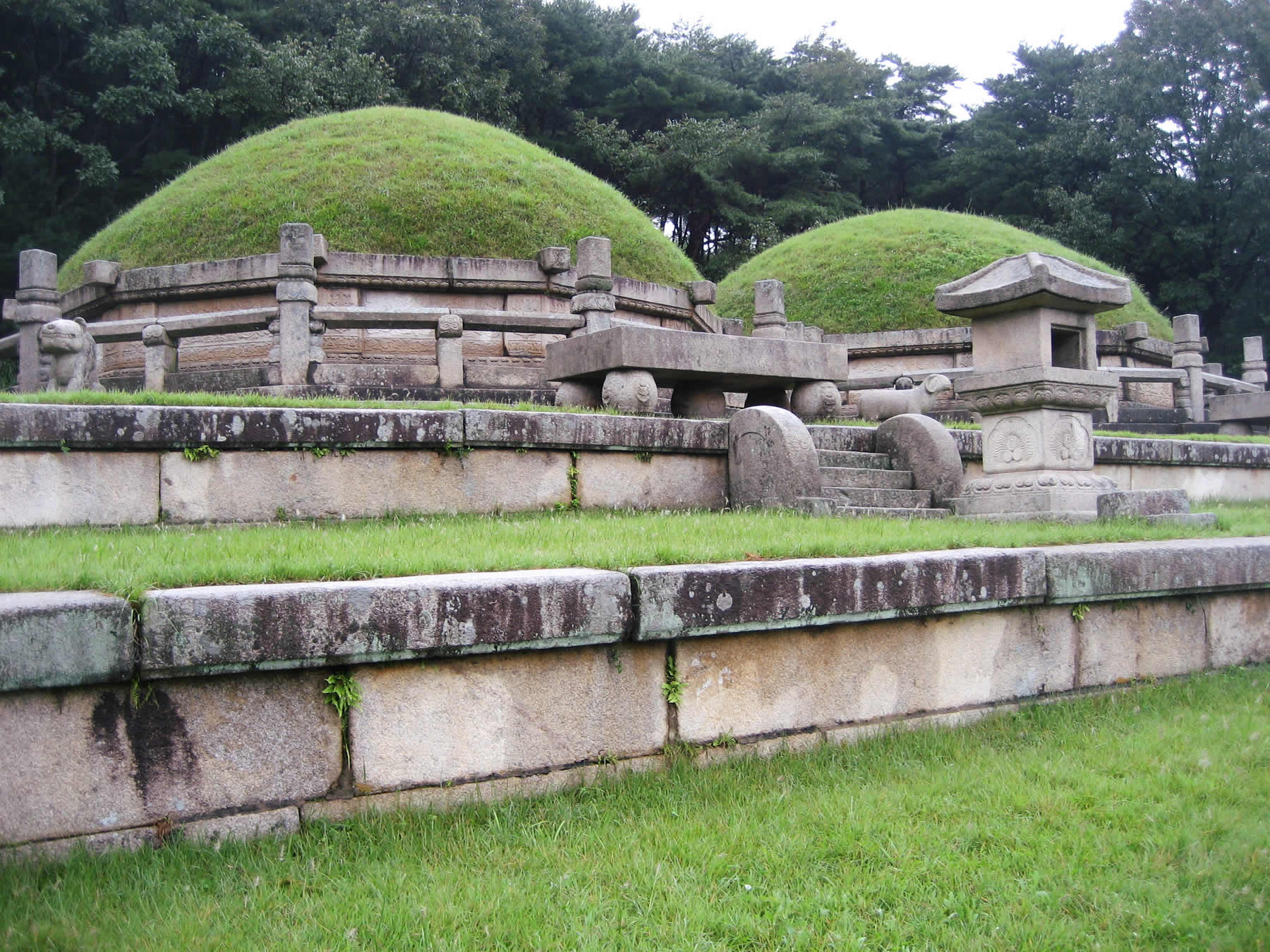
Tumuli funerari a Kaesŏng in Corea

Tumuli funerari si trovano in civiltà diversissime.
In Asia sono da segnalare in particolare i Kofun giapponesi, principali testimoni della civiltà che da loro ha preso nome e che fiorì tra il III e il VI secolo d.C.
Le cosiddette piramidi cinesi sono dei tumuli funerari in forma piramidale di alti dignitari e di imperatori. A questa categoria appartiene anche il famoso Mausoleo di Qin Shi Huang, che peraltro, pur essendo nella struttura generale un tumulo funerario, ne costituisce un esempio particolarmente elaborato.
In Africa ricordiamo i tumuli dei re di Numidia, tra cui il Medracen e il Mausoleo reale di Mauretania, oggi in Algeria. Più articolata è la situazione delle piramidi egizie, che presentano forti analogie con i tumuli funerari pur presentando tecniche costruttive specifiche e concetti religiosi complessi.

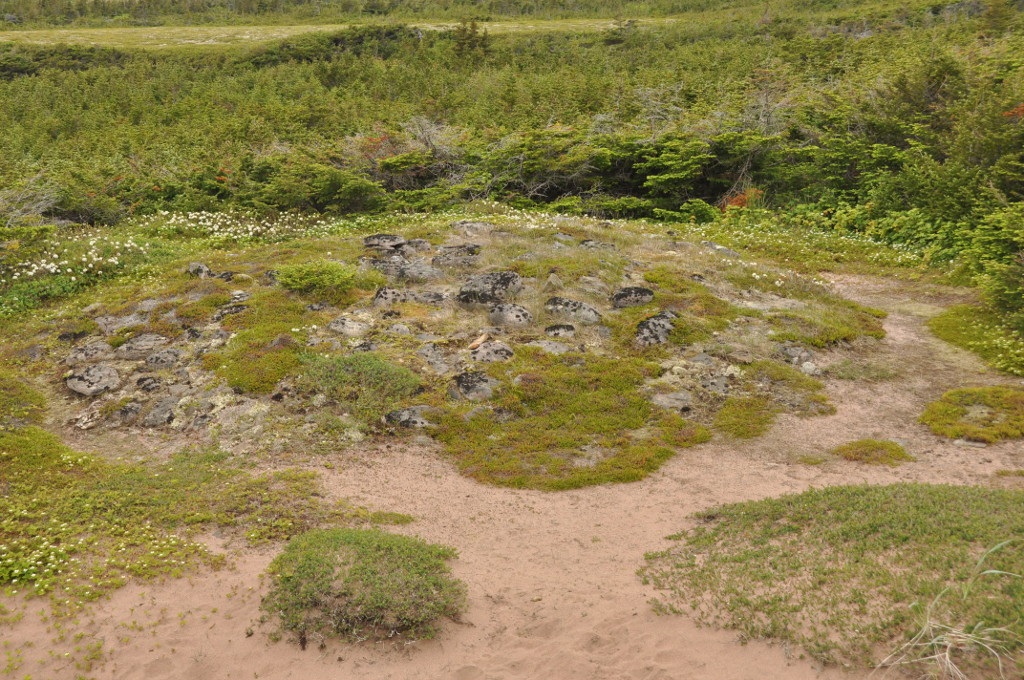
Il più antico tumulo funerario in Nordamerica finora scoperto, datato al 5500 a.C. (L'Anse Amour, Canada)

In Nordamerica diversi popoli nativi costruivano tumuli per i loro morti. Il più antico oggi conosciuto si trova in Labrador (Canada) ed è attribuito approssimativamente al 5500 a.C. I popoli che usavano erigere tumuli (non tutti i popoli nativi lo facevano) sono stati collettivamente indicati con il termine inglese di Mound Builders (letteralmente: costruttori di tumuli).
Anche in Sudamerica, precisamente in Uruguay, si sono trovati tumuli funerari, chiamati cerritos de Indios.

## I tumuli etruschi

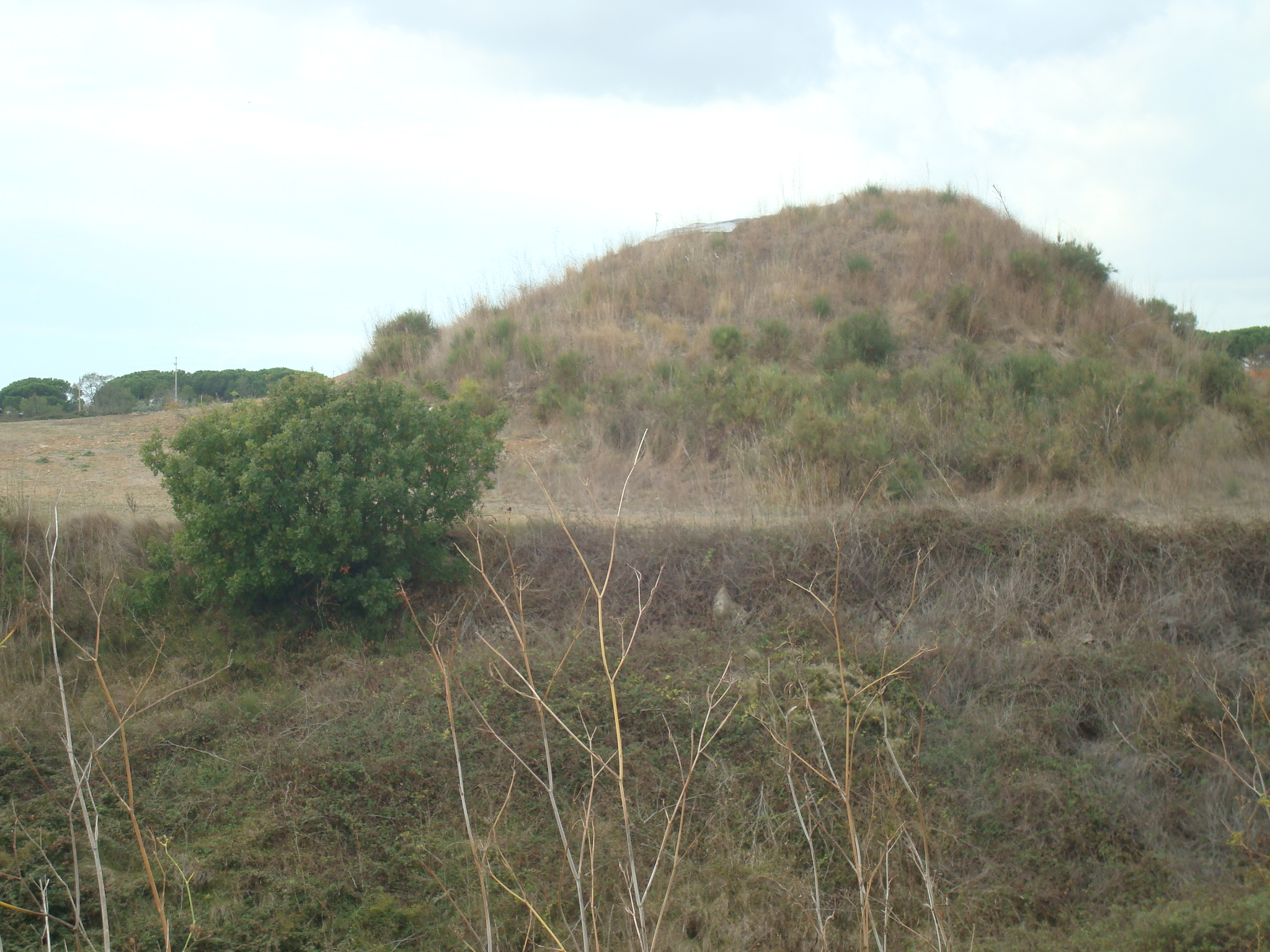
I tumuli della Doganaccia a Tarquinia

Questi tumuli possono presentarsi raccolti in gruppi (necropoli) oppure isolati. Si tratta spesso di tombe familiari, utilizzate dallo stesso clan aristocratico per più generazioni. Vennero costruiti ed utilizzati soprattutto in un periodo che va dall'VIII al VI secolo a.C.
Necropoli famose per le tombe a tumulo si trovano a Cerveteri, Tarquinia, Vulci, Vetulonia, Populonia. Numerosi tumuli si trovano anche presso Cortona e nell'area della Toscana interna (province di Siena, Firenze, Arezzo).

### Tumuli di Tarquinia
Nella necropoli dei Monterozzi di Tarquinia sono noti alcuni tumuli monumentali fra cui spiccano, in località Doganaccia, due grandiose strutture note con i nomi popolari di Tumulo del Re e Tumulo della Regina, disposte in posizione dominante sull'antico accesso al sepolcreto tarquiniese. Solo il tumulo orientale, il Tumulo del Re o Il Tumulo della Doganaccia, è stato esplorato. Gli scavi, condotti nel 1928, hanno messo in luce la camera sepolcrale a pianta rettangolare, parzialmente scavata nella roccia e completata nella parte superiore con filari di blocchi squadrati. La copertura mostra una volta a profilo ogivale caratterizzata alla sommità da un'ampia fenditura longitudinale sigillata da lastroni di nenfro. La camera è preceduta da un largo dromos a cielo aperto, una vera e propria anticamera quadrangolare con le pareti in parte ricavate nel banco di roccia e in parte costruite. Il monumentale tumulo (quasi 36 metri di diametro) è delimitato da uno zoccolo (tamburo) sagomato nella roccia e rivestito originariamente da uno o più filari di blocchi squadrati. Sotto il tumulo corre un lungo cunicolo sotterraneo in forte pendenza (utilizzato per il drenaggio delle acque superficiali) il cui ingresso si apre sotto l'accesso al dromos. Il sepolcro, subito dopo lo scavo, è stato pesantemente restaurato con cortina di mattoni.
La tomba fu trovata saccheggiata e del corredo originario furono recuperati alcuni frammenti ceramici, su uno dei quali era dipinto il nome di Rutile Hipucrates, un greco etruschizzato il cui gentilizio non è altro che la trascrizione in etrusco del greco Ippocrate e che ha adottato un prenome di derivazione latina (Rutilus = "il Rosso"). L'iscrizione potrebbe fornirci il nome non tanto del proprietario della tomba, quanto di colui che ha prodotto o donato il vaso. Si tratta probabilmente di un personaggio greco stabilitosi a Tarquinia ed integratosi nel corpo sociale cittadino, in singolare analogia con le vicende, narrateci dalle fonti, del nobile mercante corinzio Demarato, padre del re romano Tarquinio Prisco. Un progetto di scavo e di valorizzazione dei due tumuli principeschi della Doganaccia è stato avviato dall'Università degli Studi di Torino in collaborazione con il Comune di Tarquinia, la Soprintendenza archeologica per l'Etruria meridionale e l'UNESCO.

### Tumuli di Populonia
Nella necropoli di Populonia, nelle sezioni di San Cerbone, del Casone e della Porcareccia, si trovano alcuni tumuli datati al VII secolo a.C., anche se tombe molto piccole con un piccolo e semplice tumulo risalgono, in area populoniese, anche ai due secoli precedenti. Rispetto a quelle dell'Etruria meridionale o anche della più vicina Vetulonia le tombe a tumulo di Populonia tendono ad essere più piccole, interamente costruite al di sopra del terreno. I materiali usati sono calcarenite, arenaria o calcare alberese per le pareti (tamburo esterno e pareti interne), calcare alberese o arenaria per la volta, costruita con il principio della pseudocupola o thòlos.
Le tombe populoniesi sono prive del pilastro centrale, che è invece presente in molte tombe etrusche coeve, ed il dromos d'accesso è solitamente coperto e molto basso e stretto.

## Tumuli scandinavi
I tumuli scandinavi (haugar, haugr al singolare in norreno, hög in svedese) erano non solo luoghi di sepoltura analogamente alle altre culture, ma anche siti di culto e importanti centri di aggregazione sociale.

### Tumulo di Skalunda
Il tumulo di Skalunda si trova in un comune del Västergötland e in tempi storici fu una delle residenze dei re di Uppsala. Vicino alla chiesa del villaggio si trova un tumulo, alto 7 metri e lungo 65, non ancora scavato. Si ritiene che questo tumulo appartenga a Beowulf.

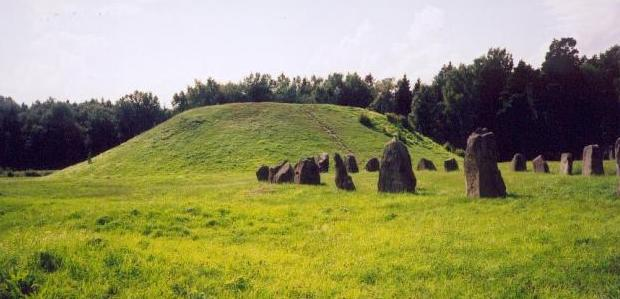
Tumulo di Anund, Svezia